# مییایلوواتس
مییایلوواتس (به صربی: Mijajlovac) یک منطقهٔ مسکونی در صربستان است که در Trstenik واقع شده‌است. مییایلوواتس ۵۴۸ نفر جمعیت دارد.